# Dávno (album)
Dávno je třináctým studiovým albem české rockové skupiny Olympic. Na albu hostují: Jan Antonín Pacák - flétna a tamburína (4), foukací harmonika (6) a zpěv (2, 13); Ladislav Papež - foukací harmonika (5); Vladimír "Boryš" Secký - alt a tenor saxofon (9, 12); Ladislav Klein - zpěv (14) a Ladislav Křížek - zpěv (1, 3, 12). 

## Seznam skladeb
Hudbu složil Petr Janda. Texty napsali: Pavel Vrba (1, 4, 6, 7, 9), Pavel Chrastina (2, 12, 14), Miroslav Černý (3, 8, 10, 13), Milan Špalek (5) 
| Pořadí | Název                      | Délka |
| ------ | -------------------------- | ----- |
| 1.     | Dávno                      | 4:08  |
| 2.     | Člověk jeskynní            | 4:43  |
| 3.     | Jen ty a tma               | 3:29  |
| 4.     | Květinové dítě             | 3:29  |
| 5.     | To mi to pěkně začíná      | 2:56  |
| 6.     | Krása dýmů                 | 3:30  |
| 7.     | Nejsem                     | 3:49  |
| 8.     | Snad jsem to já            | 3:42  |
| 9.     | Ten kluk                   | 2:55  |
| 10.    | Jak se tak loudám          |       |
| 11.    | Byl jsem                   | 3:40  |
| 12.    | Jednou                     | 4:02  |
| 13.    | Nejlepší parta mého života | 2:19  |
| 14.    | Jen se tak toulám          | 3:35  |

## Obsazení
- Petr Janda – kytara , zpěv
- Milan Broum – basová kytara, zpěv
- Jiří Valenta – klávesy
- Milan Peroutka – bicí